# Печниковые
Печниковые, или пти́цы-печники́, или птицы-гончары (лат. Furnariidae), — семейство воробьиных птиц.
Длина тела 12—28 см. Оперение чаще бурое или рыжее, сходное у самцов и самок. Распространены от Центральной Мексики до юга Чили и Аргентины. Обитают в лесах, пампасах, по берегам рек и морей. Гнездятся в норах, дуплах, расселинах скал или строят крытые гнёзда на деревьях; некоторые лепят массивные крытые гнёзда из глины (отсюда название). Яйца белые или голубые. Насиживают 15—20 суток.
Питаются насекомыми, рачками, пауками, некоторые виды — семенами.

## Список родов
В составе семейства выделяют 71 род с 321 видами:
- Acrobatornis Pacheco, Whitney et Gonzaga, 1996 — 1 вид
- Anabacerthia Lafresnaye, 1841 — Пищуховые филидоры — 5 видов
- Anabazenops Lafresnaye, 1841 — Ошейниковые филидоры — 2 вида
- Ancistrops Sclater, 1862 — Крючкоклювые филидоры — 1 вид
- Anumbius Orbigny et Lafresnaye, 1838 — Анумби — 1 вид
- Aphrastura Oberholser, 1899 — Райадито — 2 вида
- Asthenes Reichenbach, 1853 — Канастеро — 29 видов
- Automolus Reichenbach, 1853 — Лесные филидоры — 11 видов
- Berlepschia Ridgway, 1887 — Пальмолазы — 1 вид
- Campylorhamphus Bertoni, 1901 — Пищухоклювые древолазы — 6 видов
- Certhiasomus Derryberry, Claramunt, Chesser, Aleixo, Cracraft, Moyle & Brumfield, 2010 — 1 вид
- Certhiaxis Lesson, 1844 — Пищуховые иглохвостки — 2 вида
- Cichlocolaptes Reichenbach, 1853 — Светлолобые филидоры — 2 вида
- Cinclodes Gray, 1840 — Водяные печники, или трясохвостки — 15 видов
- Clibanornis Sclater et Salvin, 1873 — 5 видов
- Coryphistera Burmeister, 1860 — Жаворонковые печники — 1 вид
- Cranioleuca Reichenbach, 1853 — 20 видов
- Deconychura Cherrie, 1891 — Длиннохвостые древолазы — 3 вида
- Dendrexetastes Eyton, 1851 — Табачногрудые древолазы — 1 вид
- Dendrocincla Gray, 1840 — Дятловые древолазы — 6 видов
- Dendrocolaptes Hermann, 1804 — Настоящие древолазы — 5 видов
- Dendroma Swainson, 1837 — 2 вида
- Dendroplex Swainson, 1827 — 2 вида
- Drymornis Eyton, 1852 — Саблеклювые древолазы — 1 вид
- Drymotoxeres Claramunt, Derryberry, Chesser, Aleixo & Brumfield, 2010 — 1 вид
- Furnarius Vieillot, 1816 — Настоящие печники — 8 видов
- Geocerthia Chesser, Claramunt, 2009 — 1 вид
- Geositta Swainson, 1837 — Печники-землекопы — 11 видов
- Glyphorynchus Wied-Neuwied, 1831 — Долотоклювые древолазы — 1 вид
- Heliobletus Reichenbach, 1853 — 1 вид
- Hellmayrea Stolzmann, 1926 — 1 вид
- Hylexetastes Sclater, PL, 1889 — Красноклювые древолазы — 3 вида
- Lepidocolaptes Reichenbach, 1853 — Чешуйчатые древолазы — 11 видов
- Leptasthenura Reichenbach, 1853 — Синичьи иглохвостки — 9 видов
- Limnoctites Sclater, PL, 1889 — 2 вида
- Limnornis Gould, 1839 — Болотные печники — 1 вид
- Lochmias Swainson, 1827 — Ручьевые листовники — 1 вид
- Margarornis Reichenbach, 1853 — Щетинкохвостые горшечники — 4 вида
- Mazaria Claramunt, 2014 — 1 вид
- Megaxenops Reiser, 1905 — Большие ксенопсы — 2 вида
- Metopothrix Sclater et Salvin, 1866 — 1 вид
- Microxenops Chapman, 1914 — 1 вид
- Nasica Lesson, RP, 1830 — Длинноклювые древолазы — 1 вид
- Neophilydor Sangster, Harvey, Gaudin & Claramunt, 2023 — 2 вида
- Ochetorhynchus Meyen, 1834 — 4 вида
- Phacellodomus Reichenbach, 1853 — 10 видов
- Philydor Spix, 1824 — Филидоры — 3 вида
- Phleocryptes Cabanis & Heine, 1860 — 1 вид
- Premnoplex Cherrie, 1891 — 2 вида
- Premnornis Ridgway, 1909 — 1 вид
- Pseudasthenes Derryberry, Claramunt, O'Quin, Aleixo, Chesser, Remsen & Brumfield, 2010 — 4 вида
- Pseudocolaptes Reichenbach, 1853 — 3 вида
- Pseudoseisura Reichenbach, 1853 — Качолоты — 4 вида
- Pygarrhichas Burmeister, 1837 — Амурадо — 1 вид
- Roraimia Chapman, 1929 — 1 вид
- Schoeniophylax Ridgway, 1909 — 1 вид
- Sclerurus Swainson, 1827 — Дроздовидные листовники — 7 видов
- Siptornis Reichenbach, 1853 — Очковые гончары — 1 вид
- Sittasomus Swainson, 1827 — Поползневый древолаз — 1 вид
- Spartonoica Peters, 1950 — Крапивниковые иглохвостки — 1 вид
- Sylviorthorhynchus Gay, 1845 — Шестиперые иглохвостки — 2 вида
- Synallaxis Vieillot, 1818 — Иглохвостые печники — 37 видов
- Syndactyla Reichenbach, 1853 — Кустарниковые филидоры — 8 видов
- Tarphonomus Chesser & Brumfield, 2007 — 2 вида
- Thripadectes Sclater, 1862 — Древесные гончары — 7 вида
- Thripophaga Cabanis, 1847 — Лесные мягкохвостки — 5 видов
- Upucerthia Geoffroy Saint-Hilaire, 1832 — Пищуховые землелазы — 4 вида
- Xenerpestes Berlepsch, 1886 — Серохвосты, или печники-серохвосты — 2 вида
- Xenops Illiger, 1811 — Клиноклювы — 5 видов
- Xiphocolaptes Lesson, 1840 — Меченосые древолазы — 4 вида
- Xiphorhynchus Swainson, 1827 — Мечеклювые древолазы — 13 видов